# كريستينا غادجييف
كريستينا غادجييف (مواليد 3 يوليو 1984) هي لاعبة قفز بالزانة ألمانية، فازت بالميدالية الفضية في الألعاب الجامعية 2007.

## وصلات خارجية
- كريستينا غادجييف على موقع الاتحاد الدولي لألعاب القوى (الإنجليزية)
- كريستينا غادجييف على موقع الاتحاد الأوروبي لألعاب القوى (الإنجليزية)
- كريستينا غادجييف على موقع الدوري الماسي (الإنجليزية)
- كريستينا غادجييف على موقع اللجنة الأولمبية الألمانية (الألمانية)